# Carpodacus synoicus
Carpodacus synoicus là một loài chim trong họ Fringillidae.

## Hình ảnh

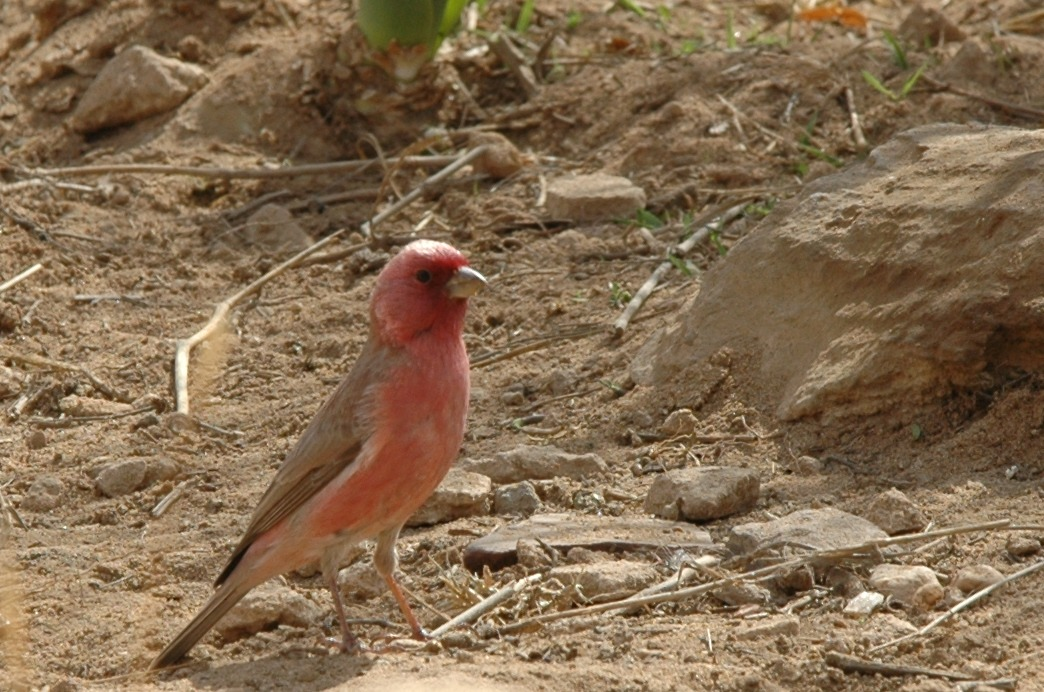
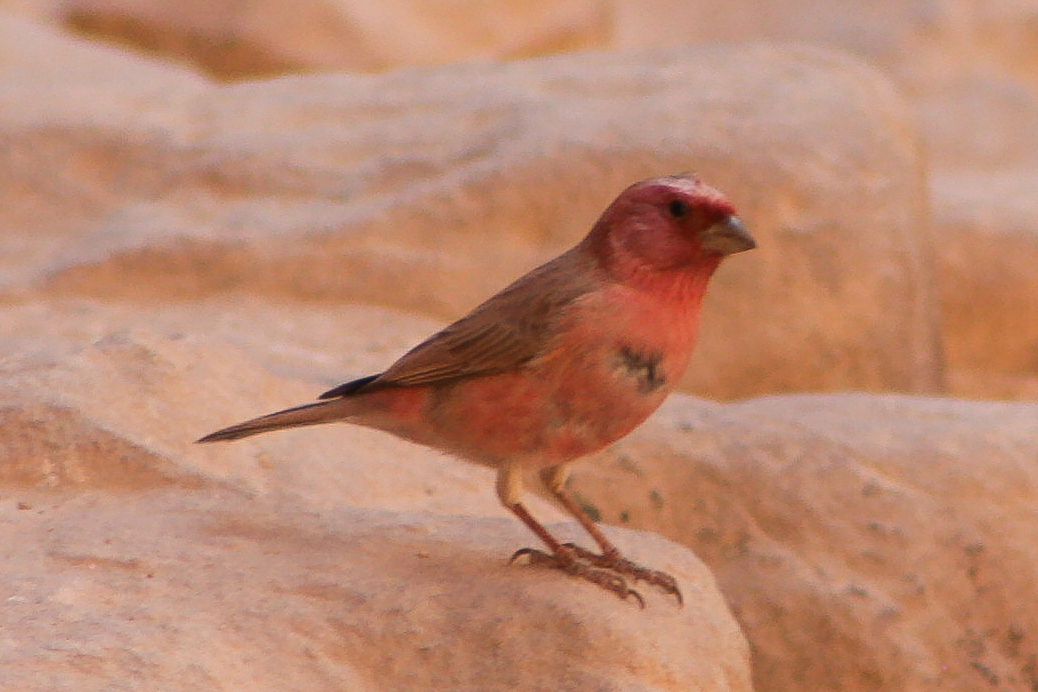